# Sleepy Floyd
Sleepy Floyd, pseudonimo di Eric Augustus Floyd (Gastonia, 6 marzo 1960), è un ex cestista statunitense, professionista nella NBA.

## Carriera
Dopo aver giocato a livello liceale per la Hunter Huss High School di Gastonia, North Carolina è passato alla Georgetown University dove ha speso quattro stagioni viaggiando a 17,7 punti di media a partita.
Finita la carriera NCAA è scelto dalla NBA nel draft NBA del 1982 al primo giro con il numero 13 dai New Jersey Nets.
Sleepy ha speso nella NBA 11 stagioni, totalizzando una media di 12,8 punti e 5,4 assist a stagione. La sua annata migliore è stata la stagione 1986-87 quando nella file dei Golden State Warriors viaggiava a 18,8 punti e 10,3 assist di media (2º nell'intera lega), e fu invitato a partecipare all'All-Star Game. Proprio nei playoff di quell'annata Floyd fece una delle prestazioni individuali più sorprendenti nella storia della NBA, detiene ancora oggi il record nei play-off per punti segnati in un quarto (29) e in un tempo (39), in gara-4 delle Western Conference Semifinals contro i Los Angeles Lakers. Floyd segnò 12 canestri dal campo consecutivi nel quarto periodo, chiudendo la partita con 51 punti più 10 assist, 4 recuperi e 3 rimbalzi.

## Statistiche

### NBA

#### Regular season
| Anno      | Squadra           | PG  | PT  | MP   | TC%  | 3P%  | TL%  | RP  | AP   | PRP | SP  | PP   |
| --------- | ----------------- | --- | --- | ---- | ---- | ---- | ---- | --- | ---- | --- | --- | ---- |
| 1982-1983 | N.J. Nets         | 43  | 6   | 11,5 | 42,6 | 28,6 | 84,4 | 1,0 | 1,6  | 0,4 | 0,2 | 5,3  |
| 1982-1983 | G.S. Warriors     | 33  | 11  | 22,8 | 43,1 | 54,5 | 83,0 | 2,9 | 2,2  | 1,2 | 0,2 | 11,7 |
| 1983-1984 | G.S. Warriors     | 77  | 73  | 33,2 | 46,3 | 17,8 | 81,6 | 3,5 | 3,5  | 1,3 | 0,4 | 16,8 |
| 1984-1985 | G.S. Warriors     | 82  | 82  | 35,0 | 44,5 | 29,4 | 81,0 | 2,5 | 5,0  | 1,6 | 0,5 | 19,5 |
| 1985-1986 | G.S. Warriors     | 82  | 82  | 33,7 | 50,6 | 32,8 | 79,6 | 3,6 | 9,1  | 1,9 | 0,2 | 17,2 |
| 1986-1987 | G.S. Warriors     | 82  | 82  | 37,4 | 48,8 | 38,4 | 86,0 | 3,3 | 10,3 | 1,8 | 0,2 | 18,8 |
| 1987-1988 | G.S. Warriors     | 18  | 18  | 37,8 | 43,9 | 5,0  | 83,5 | 5,1 | 9,9  | 1,5 | 0,1 | 21,2 |
| 1987-1988 | Houston Rockets   | 59  | 55  | 31,1 | 43,1 | 25,0 | 86,0 | 3,5 | 6,2  | 1,2 | 0,2 | 13,1 |
| 1988-1989 | Houston Rockets   | 82  | 82  | 34,0 | 44,3 | 37,3 | 84,5 | 3,7 | 8,6  | 1,5 | 0,1 | 14,2 |
| 1989-1990 | Houston Rockets   | 82  | 73  | 32,1 | 45,1 | 38,0 | 80,6 | 2,4 | 7,3  | 1,1 | 0,1 | 12,2 |
| 1990-1991 | Houston Rockets   | 82  | 4   | 22,6 | 41,1 | 27,3 | 75,2 | 1,9 | 3,9  | 1,2 | 0,2 | 12,3 |
| 1991-1992 | Houston Rockets   | 82  | 3   | 20,3 | 40,6 | 30,1 | 79,4 | 1,8 | 2,9  | 0,7 | 0,3 | 9,1  |
| 1992-1993 | Houston Rockets   | 52  | 10  | 16,7 | 40,7 | 28,6 | 79,4 | 1,7 | 2,5  | 0,6 | 0,1 | 6,6  |
| 1993-1994 | San Antonio Spurs | 53  | 2   | 13,9 | 33,5 | 22,2 | 66,7 | 1,3 | 1,9  | 0,2 | 0,2 | 3,8  |
| 1994-1995 | N.J. Nets         | 48  | 1   | 17,3 | 33,5 | 28,4 | 69,8 | 1,1 | 2,6  | 0,3 | 0,1 | 4,1  |
| Carriera  | Carriera          | 957 | 584 | 27,6 | 44,4 | 32,4 | 81,5 | 2,6 | 5,4  | 1,2 | 0,2 | 12,8 |

#### Play-off
| Anno     | Squadra           | PG | PT | MP   | TC%  | 3P%  | TL%  | RP  | AP   | PRP | SP  | PP   |
| -------- | ----------------- | -- | -- | ---- | ---- | ---- | ---- | --- | ---- | --- | --- | ---- |
| 1987     | G.S. Warriors     | 10 | 10 | 41,4 | 50,7 | 46,4 | 92,2 | 3,0 | 10,2 | 1,8 | 0,2 | 21,4 |
| 1988     | Houston Rockets   | 4  | 4  | 38,5 | 42,6 | 50,0 | 86,4 | 1,8 | 8,5  | 2,0 | 0,0 | 18,8 |
| 1989     | Houston Rockets   | 4  | 4  | 40,0 | 47,8 | 53,3 | 71,4 | 4,5 | 6,5  | 2,0 | 0,3 | 15,5 |
| 1990     | Houston Rockets   | 4  | 4  | 43,0 | 46,9 | 25,0 | 64,7 | 3,8 | 10,3 | 1,3 | 0,3 | 18,5 |
| 1991     | Houston Rockets   | 3  | 0  | 13,7 | 33,3 | 0,0  | -    | 0,7 | 2,3  | 0,7 | 0,3 | 5,3  |
| 1993     | Houston Rockets   | 7  | 0  | 8,6  | 31,6 | 33,3 | 70,0 | 0,6 | 1,1  | 0,3 | 0,0 | 2,9  |
| 1994     | San Antonio Spurs | 4  | 0  | 9,3  | 25,0 | -    | 50,0 | 0,3 | 0,3  | 0,0 | 0,0 | 1,5  |
| Carriera | Carriera          | 36 | 22 | 28,8 | 45,7 | 41,4 | 81,4 | 2,1 | 6,1  | 1,2 | 0,1 | 13,0 |

## Palmarès
- NCAA AP All-America First Team (1982)
- NCAA AP All-America Second Team (1981)
- NBA All-Star (1987)